# Kingston Upon Thames (cidade)
Kingston upon Thames (com hífen até 1965, coloquialmente conhecida como Kingston) é uma cidade no Royal Borough of Kingston upon Thames, no sudoeste de Londres, Inglaterra. Está situada às margens do Rio Tâmisa (Thames em inglês) e a 16 km a sudoeste de Charing Cross. É conhecida como a antiga cidade-mercado na qual os reis saxões foram coroados e hoje é o centro rativo do royal borough.
Tendo feito parte do condado histórico de Surrey, a antiga paróquia de Kingston foi absorvida pelo royal borough de Kingston-upon-Thames (grafado com hífens), reformado em 1835. De 1893 a 2021, foi a localização do Surrey County Council (Conselho do Condado de Surrey), extraterritorialmente em termos de administração do governo local desde 1965, quando Kingston se tornou parte da Grande Londres.
Atualmente, a maior parte do centro da cidade faz parte da área de código postal KT1, mas algumas áreas ao norte da estação ferroviária de Kingston estão dentro da KT2. O Censo do Reino Unido de 2011 registrou que a população da cidade (compreendendo os quatro distritos de Canbury, Grove, Norbiton e Tudor) era de 43.013 habitantes, enquanto o borough em geral contava com 175.470. Kingston é identificada como um centro metropolitano no Plano de Londres e é um dos maiores centros de varejo do Reino Unido, recebendo 18 milhões de visitantes por ano. Também abriga a Universidade de Kingston.

## História

### História antiga

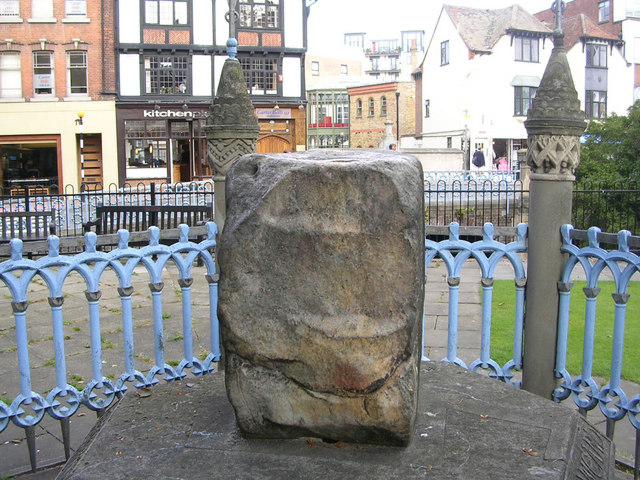
A Pedra da Coroação ("Coronation Stone") no terreno da Guildhall

Kingston foi chamada de Cyninges tun em 838 d.C., Chingestune em 1086, Kingeston em 1164, Kyngeston super Tamisiam em 1321 e Kingestowne upon Thames em 1589. O nome significa "a mansão ou propriedade do rei", das palavras em inglês antigo cyning e tun. Pertencia ao rei na época saxônica e foi o mais antigo royal borough.
O primeiro registro sobrevivente de Kingston é de 838 d.C., como local de uma reunião entre o rei Egberto de Wessex e Ceolnoth, Arcebispo da Cantuária. Kingston ficava na fronteira entre os antigos reinos de Wessex e Mércia, até o início do século X, quando o rei Etelstano uniu ambos para criar o reino da Inglaterra. De acordo com a Crônica Anglo-Saxônica, dois reis do século X foram consagrados em Kingston: Etelstano (925) e Etelredo  (978). Há outros reis que teriam sido coroados lá, mas para os quais as evidências (incluindo os escritos de Florentius e Ralph de Diceto) são menos substanciais: Eduardo, o Velho (902), Edmundo I (939), Edredo (946), Eduíno (956), Edgar, o Pacífico (por volta de 960) e Eduardo, o Mártir (975). Posteriormente, acreditava-se que as coroações eram realizadas na capela de Santa Maria, que desabou em 1730. A tradição, que data do século XVIII, afirma que uma grande pedra recuperada das ruínas teve um papel importante nas coroações. Ela foi inicialmente usada como um bloco de montagem, mas em 1850 foi transferida para um lugar no mercado antes de ser transferida para sua localização atual nos terrenos da Guildhall.
Desde a época medieval, o futebol medieval inglês era jogado anualmente em Kingston upon Thames e nas cidades vizinhas, incluindo Richmond e Twickenham. As janelas das casas e lojas eram fechadas com tábuas e, a partir do meio-dia, os habitantes chutavam várias bolas pela cidade antes de se retirarem para as casas públicas. O último jogo foi realizado em 1866, quando o desenvolvimento urbano da cidade causou muitos danos e o costume foi banido.

### Governo local

Um mapa mostrando como eram as alas do borough municipal de Kingston-upon-Thames em 1868.

Kingston upon Thames formava uma antiga paróquia no hundred de Kingston, em Surrey. A paróquia abrangia uma grande área, incluindo Hook, Kew, New Malden, Petersham, Richmond, Surbiton, Thames Ditton e East Molesey.
A cidade de Kingston recebeu uma outorga do rei João em 1200, mas a mais antiga que sobreviveu é de 1208 e esse documento está guardado nos arquivos da cidade. Outras outorgas foram emitidas por reis posteriores, incluindo a de Eduardo IV, que deu à cidade o status de borough em 1481.
O borough abrangia uma área muito menor do que a antiga paróquia, embora, à medida que novas paróquias foram divididas, o borough e a paróquia acabaram se tornando idênticos em 1894. O bairro foi reformado pela Lei das Corporações Municipais de 1835 (Municipal Corporations Act 1835), tornando-se o borough municipal de Kingston-upon-Thames (então grafado com hífens). Era conhecido como Royal Borough por costume e o direito ao título foi confirmado por Jorge V em 1927. Kingston upon Thames foi a sede do Conselho do Condado de Surrey (Surrey County Council) quando se mudou de Newington em 1893 até 2021, apesar de não ser governada por ele.

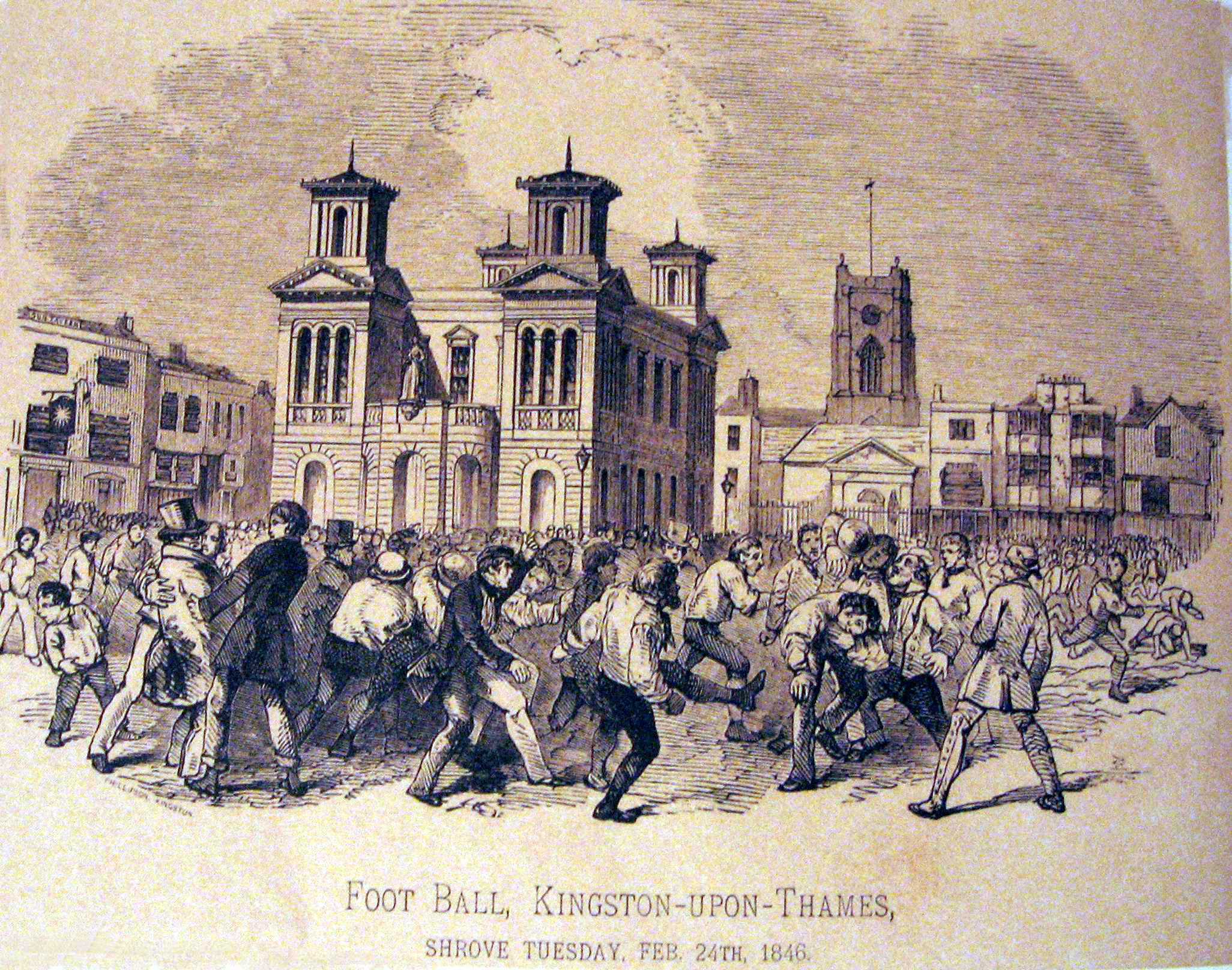
Futebol escolar em Kingston em 1846

Em 1965, o governo local da Grande Londres foi reorganizado e o borough municipal foi abolido. Sua antiga área foi fundida com a dos boroughs municipais de Surbiton e Malden e Coombe, formando o borough londrino de Kingston upon Thames. A pedido do Conselho do borough londrino de Kingston upon Thames, outra outorga foi concedida pela rainha Elizabeth II, dando-lhe o direito de continuar usando o título "Royal Borough of Kingston upon Thames" para o novo bairro.

### Desenvolvimento urbano

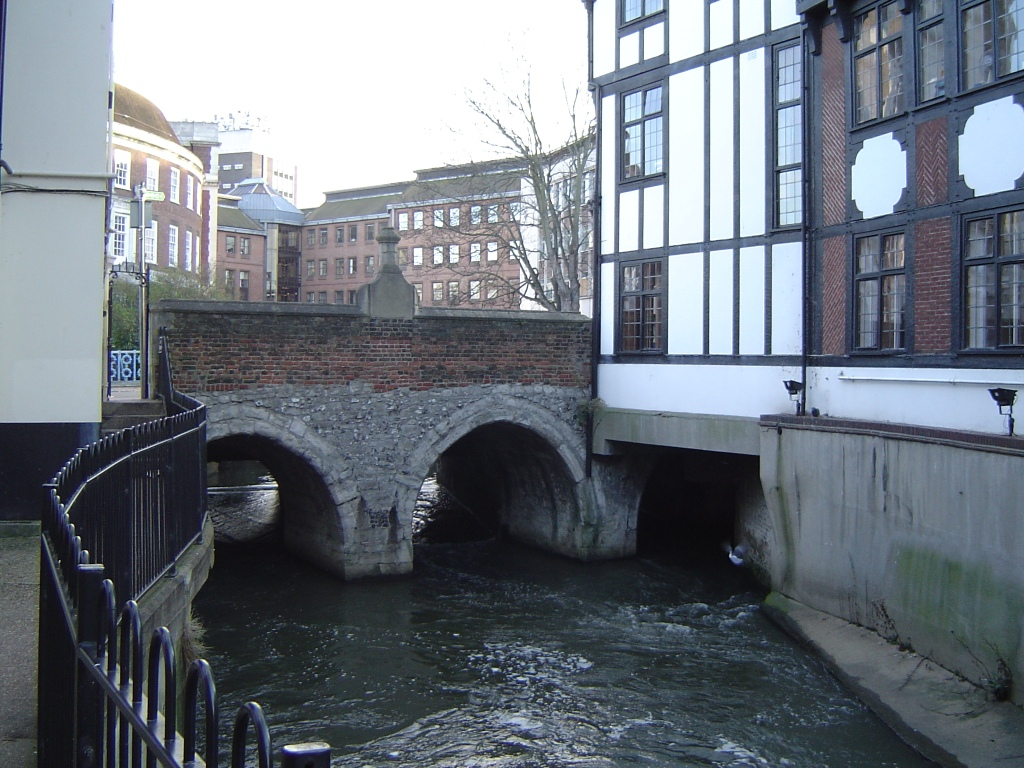
O Hogsmill fluindo sob a Ponte Clattern em Kingston. A ponte é mencionada em 1293 como Clateryngbrugge

Kingston foi construída no primeiro ponto de travessia do Tâmisa, a montante da Ponte de Londres, e uma ponte ainda existe no mesmo local. Foi essa "grande ponte" que lhe deu sua importância inicial no século XIII. Kingston foi ocupada pelos romanos e, mais tarde, foi ou uma residência real ou uma propriedade feudal (demesne). Há um registro de um conselho realizado lá em 838, no qual estavam presentes Egberto de Wessex, rei de Wessex, e seu filho Etelvulfo de Wessex. No Domesday Book, ela era propriedade de Guilherme I de Inglaterra. Seus bens no Domesday eram: uma igreja, cinco moinhos, quatro pesqueiros no valor de 10s, 27 arados, 40 acres (16 ha) de prado e bosques no valor de seis porcos. Ela rendia £31 10s (£31,5).
Em 1730, a capela que continha as efígies reais desabou, enterrando o sacristão, que estava cavando uma sepultura, a filha do sacristão e outra pessoa. A filha sobreviveu a esse acidente e foi a sucessora de seu pai como sacristã. Kingston enviou membros para os primeiros Parlamentos, até que uma petição dos habitantes pediu para ser liberada do fardo. Outra capela, a capela colegiada de Santa Maria Madalena, a Capela Lovekyn, ainda existe. Ela foi fundada em 1309 por um ex-prefeito de Londres, Edward Lovekyn. É a única capela chantry privada que sobreviveu à Reforma.
Com a chegada da ferrovia na década de 1830, houve um grande desenvolvimento imobiliário ao sul da cidade. Grande parte disso se tornou a nova cidade de Surbiton, mas a propriedade Surbiton Park, construída nos terrenos de Surbiton Place na década de 1850, permaneceu como parte de Kingston durante o período do borough municipal de Kingston-upon-Thames.
Uma presença militar permanente foi estabelecida no borough com a conclusão do The Barracks (nstalação militar )em 1875.

### Desenvolvimento econômico
Kingston evoluiu como uma cidade-mercado a partir do período saxão, com mercadorias transportadas pelo Tâmisa e por terra através do ponto de travessia. Os direitos de ter mercados estavam entre as liberdades concedidas pela outorga de 1208 e o mercado foi formalmente estabelecido em 1242. Uma feira de cavalos era realizada em um local no lado a jusante do rio, ao norte da ponte, e um mercado se estendia dali até os arredores da igreja no século XVII e mais ao sul, em direção ao curso do rio Hogsmill. As mercadorias comercializadas incluíam aveia, trigo, centeio, malte, maçãs e outras frutas, flores, lã, couro e queijo. Também eram comercializados gado, carne e peixe. O mercado regular de sábado foi complementado por um mercado de quarta-feira em 1662. Além dos mercados, eram realizadas feiras regulares. As indústrias locais incluíam cerâmica, tijolos, curtume, trabalho com couro, pesca, moagem, fabricação de cerveja e construção de barcos.
A presença de habilidades de artesanato em tecido e madeira associadas à construção de barcos foi um fator na escolha por Tommy Sopwith de Kingston como o local para expandir a produção das primeiras aeronaves da Sopwith Aviation em Brooklands. Personalidades conhecidas da aviação, Sydney Camm, Harry Hawker e Tommy Sopwith foram responsáveis por grande parte das conquistas de Kingston na aviação. Durante parte significativa do século XX, Kingston foi um importante centro de fabricação de aeronaves militares, especializado em aviões de combate - primeiro com a Sopwith Aviation, a H G Hawker Engineering, depois a Hawker Aircraft, a Hawker-Siddeley e, por fim, a British Aerospace. Os famosos Sopwith Camel, Hawker Fury, Hurricane, Hunter e Harrier foram projetados e construídos na cidade e exemplos de todas essas aeronaves podem ser vistos hoje no Brooklands Museum, em Weybridge. A British Aerospace fechou sua fábrica na Lower Ham Road em 1992. Parte do local foi posteriormente reformada para moradia, mas a parte ribeirinha abriga um centro comunitário e um complexo esportivo.

### Avanços recentes
Após a construção da via Kingston Relief Road (comumente conhecida como o "sistema de mão única de Kingston") em 1989, as principais ruas comerciais no centro da cidade e o histórico Market Place foram transformados em calçadões. Dois grandes empreendimentos comerciais também foram construídos no centro da cidade de Kingston - a loja de departamentos John Lewis (Kingston) foi inaugurada em 1990 e o shopping Bentall Centre foi inaugurado em 1992. No início dos anos 2000, o desenvolvimento do Charter Quay ao sul da Ponte Kingston (Kingston Bridge) completou a trilha Thames Path, além de adicionar bares, restaurantes e o Teatro Rose (Rose Theatre), que foi inaugurado em 2008 com Sir Peter Hall como diretor. Além disso, em 2001, a antiga garagem e estação de ônibus de Kingston, fechada no ano anterior, foi demolida e o local foi remodelado como o complexo Rotunda, com um cinema Odeon, restaurantes e boliche.

## Locais de destaque

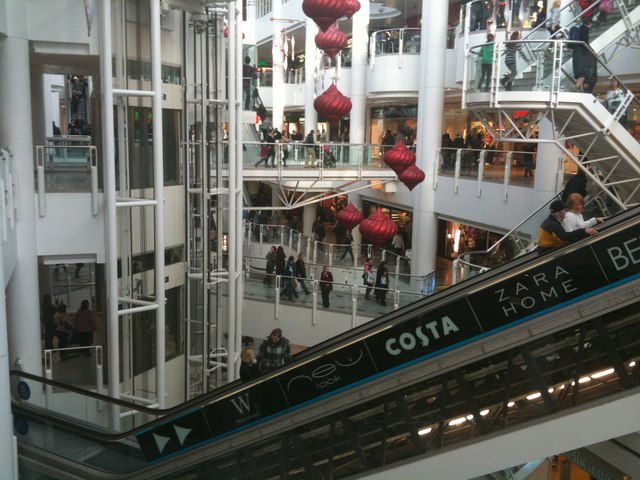
O shopping Bentall Centre

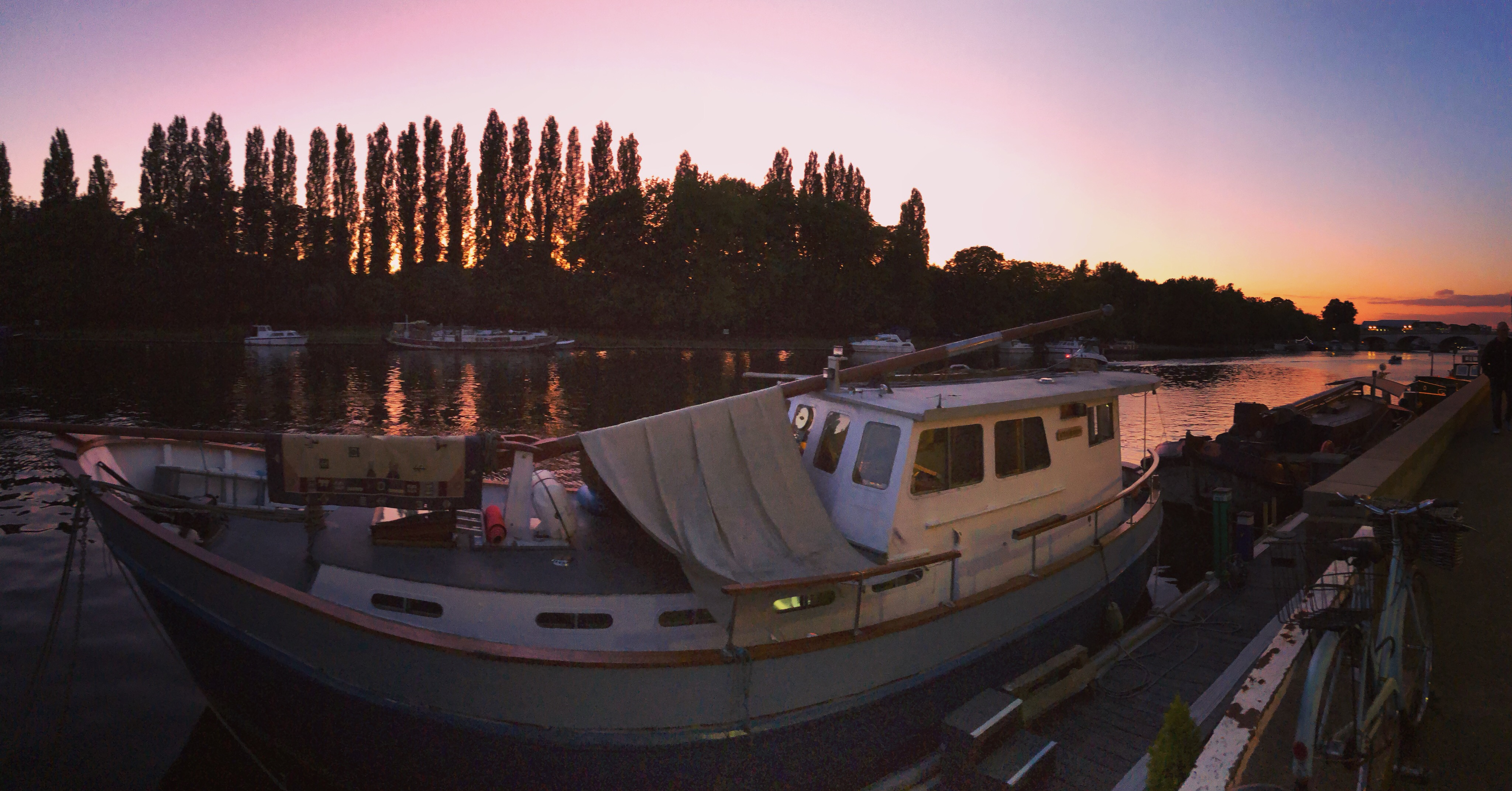
Pôr do sol no cais da Eagle Brewery

O centro de Kingston é um centro movimentado, predominantemente de pedestres e de varejo, com um pequeno número de escritórios comerciais e edifícios cívicos.

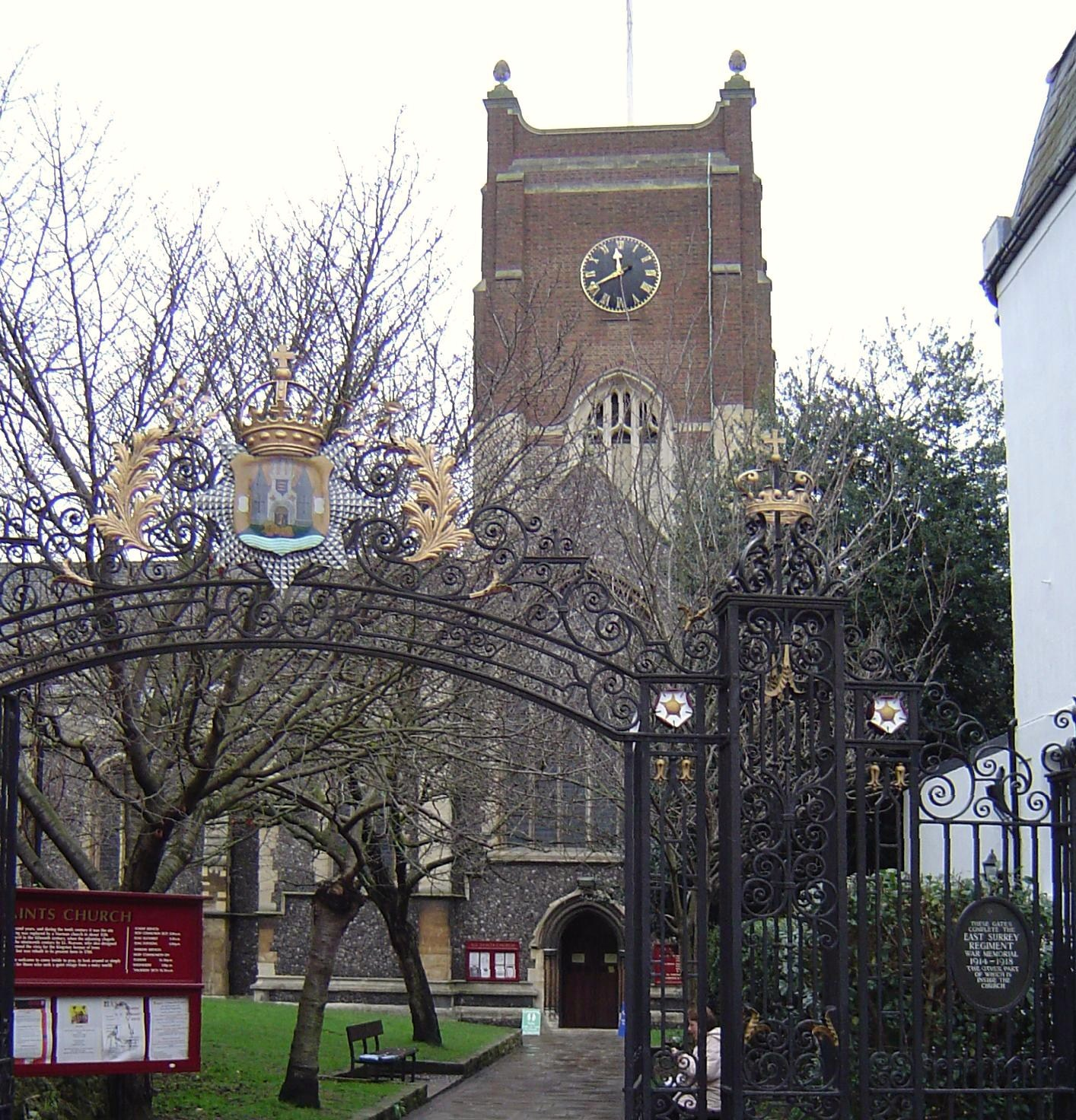
Igreja All Saint's, um edifício tombado.

O antigo mercado ainda é realizado diariamente no Market Place, incluindo produtos como peixes, joias, comidas exóticas, comidas locais e flores.

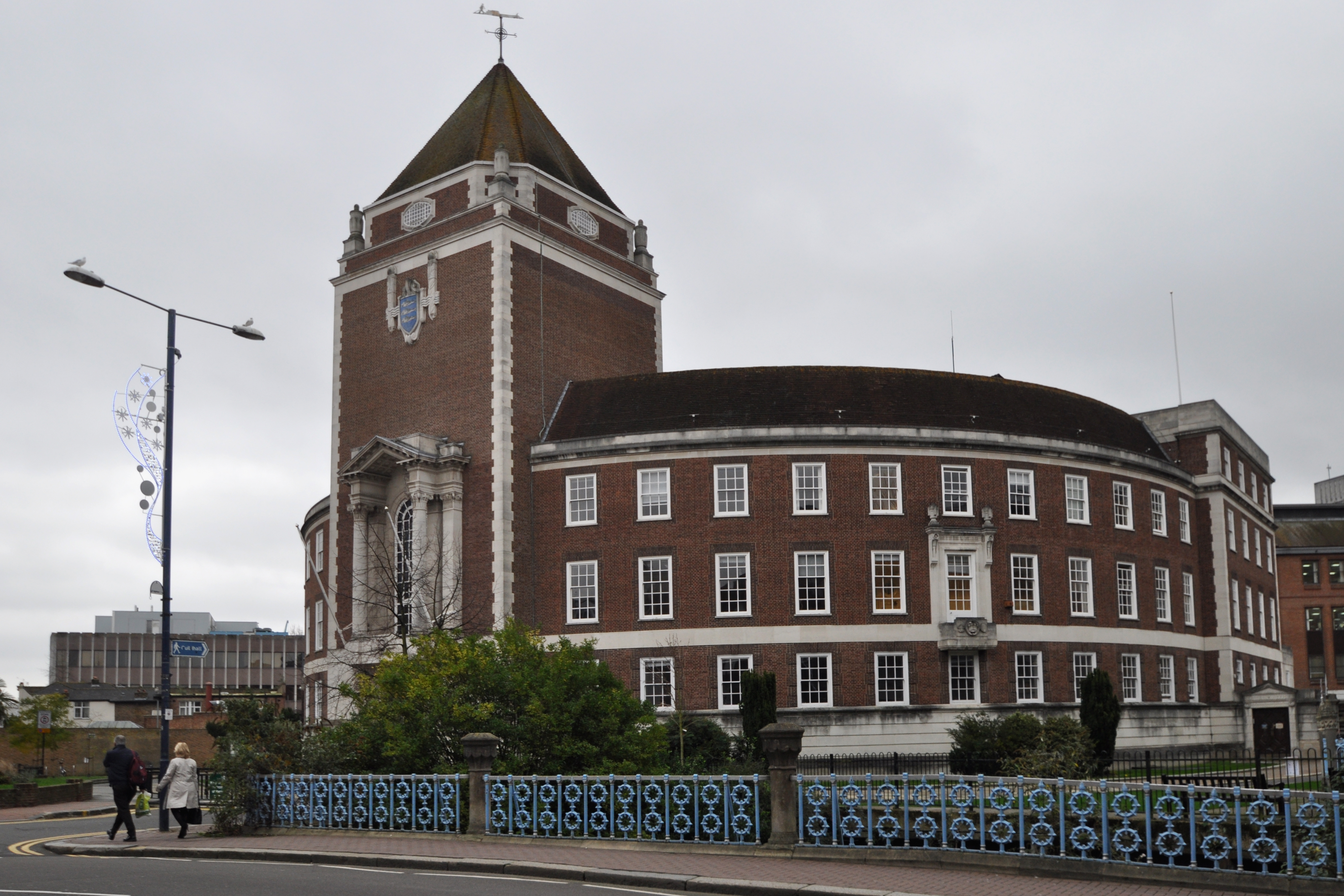
Guildhall, concluído em 1935

Os edifícios cívicos de Kingston incluem o Museu de Kingston, a biblioteca pública, o moderno Tribunal da Coroa, o Tribunal do Condado menor e o Guildhall. O Guildhall está localizado na foz parcialmente encanada do rio Hogsmill e abriga o Conselho de Kingston e o tribunal de magistrados. A uma curta distância está o County Hall Building, que abriga os principais escritórios do Conselho do Condado de Surrey. De 1893 a 1965, antes de Kingston se tornar um dos 32 boroughs da Grande Londres, foi uma cidade do condado de Surrey durante o período de 1791 a 1893. Guildford reivindicou oficialmente esse título antigo, agora cerimonial, já que Kingston não é mais administrada por Surrey.
O principal espaço aberto de Kingston é o rio Tâmisa, com sua animada fachada de bares e restaurantes. A jusante, há uma caminhada pelos Canbury Gardens (Jardins Canbury) em direção às eclusas de Teddington Lock. Rio acima, há um calçadão que cruza o rio Hogsmill e chega quase até Surbiton. O Eagle Brewery Wharf é um espaço público de propriedade da prefeitura, localizado na margem do rio. Do outro lado da Kingston Bridge, há uma margem arborizada do rio, de frente para a extensão do parque Hampton Court.

## Economia

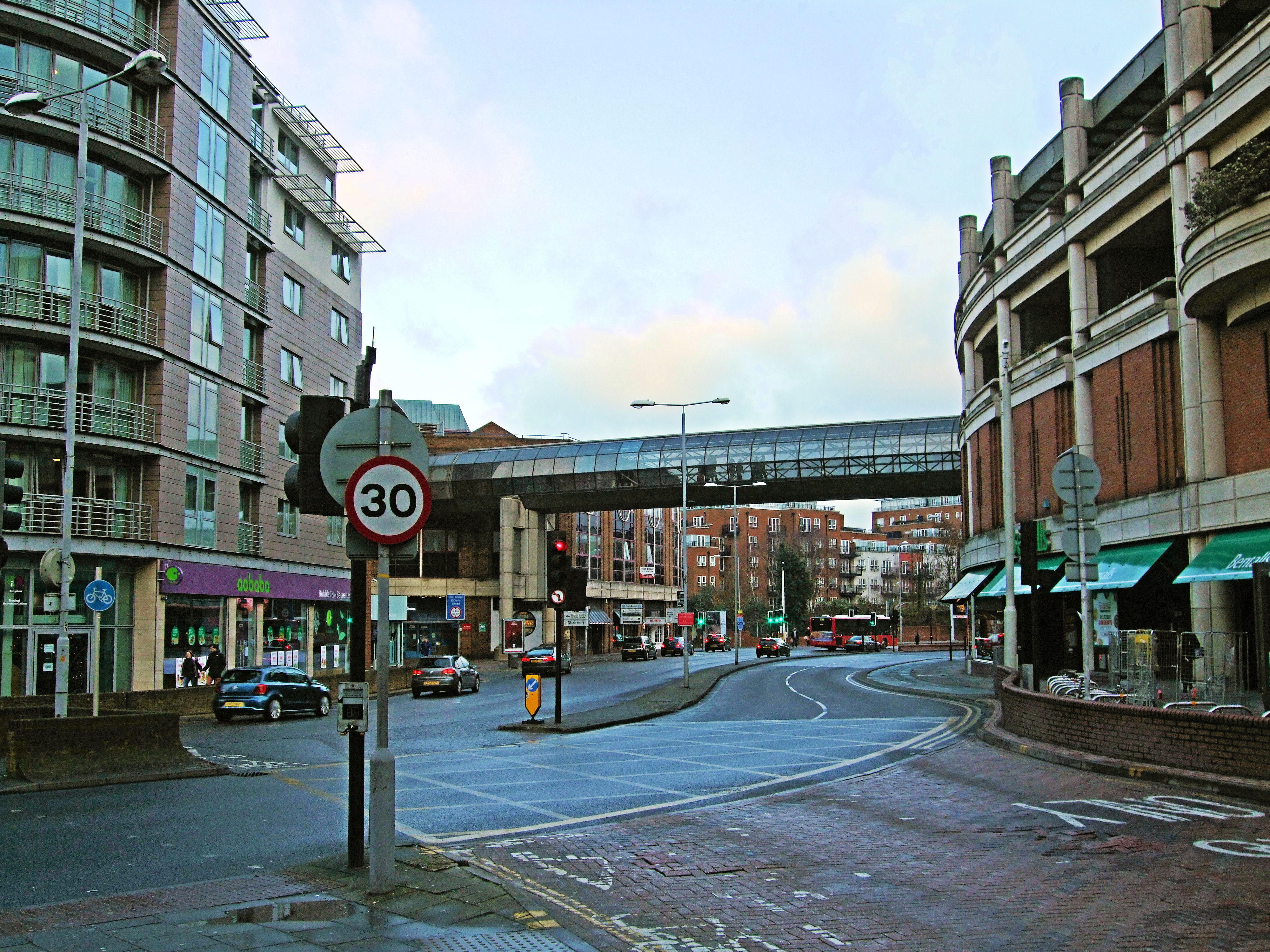
Ponte Bentalls

Kingston possui muitos pubs e restaurantes no seu centro. Os pubs mais tradicionais tendem a ficar na parte norte da cidade (Canbury) e incluem The Canbury Arms, Park Tavern, The Wych Elm e Willoughby Arms. Mais ao sul, encontram-se o Druid's Head, o Spring Grove, o The Cricketers, o Albion Tavern, o Duke of Buckingham e vários pequenos pubs locais em Fairfield. O Druid's Head é conhecido como uma das primeiras tavernas a fazer syllabub, uma tradicional sobremesa inglesa, no século XVIII. Ainda há vários restaurantes chineses, indianos, tailandeses e italianos.

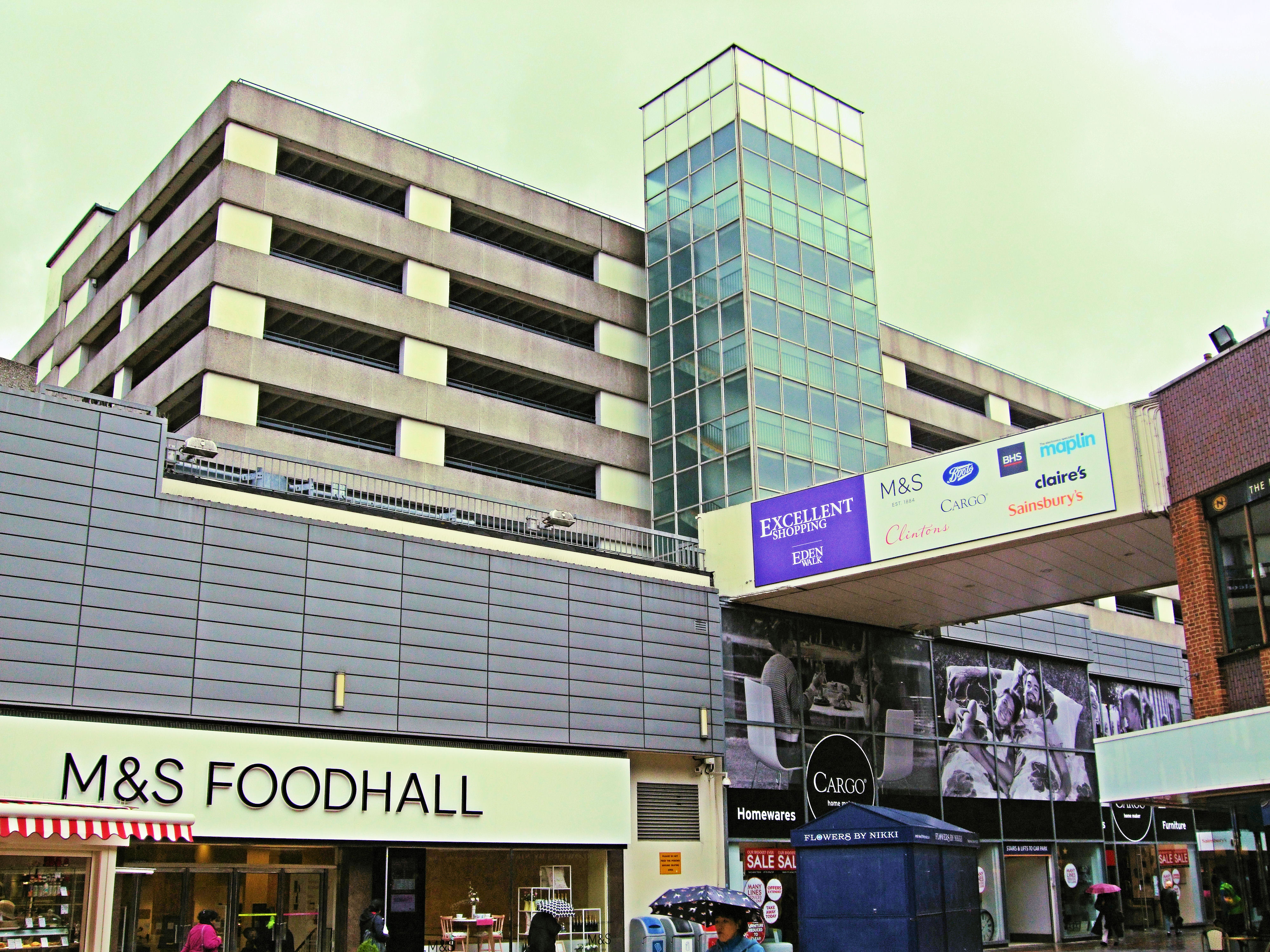
Shopping center Eden Walk

Os jornais locais são o semanal Surrey Comet, que comemorou seu 150º ano em 2004, e o Kingston Guardian.
Na pesquisa de 2010 sobre o peso do varejo, Kingston ficou em 25º lugar em termos de gastos com varejo no Reino Unido, com £810 milhões, igual a Covent Garden e logo à frente de Southampton. Isso a coloca como a quinta maior geradora de vendas de varejo na Grande Londres, passando Croydon, com apenas quatro alternativas do West End à frente. Em 2005, Kingston estava em 24º lugar no Reino Unido, com £864 milhões, e em 3º lugar em Londres. Em um estudo de 2015 da empresa CACI, Kingston ficou em 28º lugar no Reino Unido no Hot 100 Retail Locations  - e o segundo mais alto no ranking na Grande Londres, depois de Croydon. Em 2018, Kingston foi colocada em 5º lugar no Reino Unido pela empresa Knight Frank no High Street Investment Ranking, superado apenas por Cambridge, Bath, Chichester e Reading.
Em 2011, Kingston upon Thames tinha o quarto maior volume de negócios de varejo para bens de consumo duráveis na Grande Londres, £ 432 milhões por ano, superado apenas por West End, Shepherd's Bush e Stratford. Em 2012, Kingston tinha 276.438 metros quadrados de área útil total no centro da cidade, a terceira maior em Londres.

## Cultura
Um local notável para artes dramáticas é o Teatro Rose (Rose Theatre), inaugurado em 16 de janeiro de 2008, tendo capacidade para cerca de 900 pessoas. O público é disposto em torno do palco semicircular. A Igreja All Saints é palco de concertos de coral e música clássica, principalmente aos sábados, e abriga um órgão Frobenius. Há várias sociedades de corais, incluindo o Coral Kingston Orpheuse (Kingston Orpheuse Choral), a Sociedade Coral de Kingston (Kingston Choral Society), uma orquestra sinfônica amadora, a Kingston Philharmonia, e a Sociedade Distrital de Música da Câmara de Kingston (District Chamber Music Society). Diversos festivais anuais são organizados pelo Conselho de Artes de Kingston, incluindo o Kingston Readers' Festival, o Think-in-Kingston e o Festival of the Voice. A Universidade de Kingston administra a Galeria Stanley Pickere e o Museu de Kingston possui uma galeria no primero andar. Um grupo de canto regular no Rose Theatre atende a escolas e famílias.

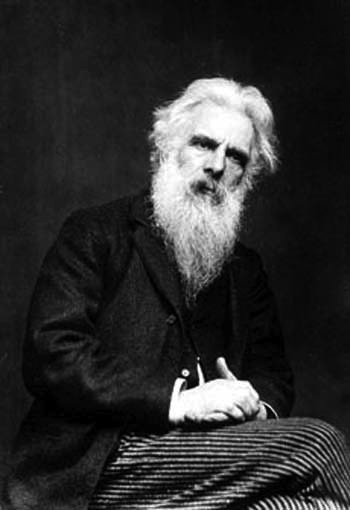
Eadweard Muybridge (fotógrafo) nasceu na cidade em 1830

O autor John Galsworthy nasceu em Kingston Hill e a autora Jacqueline Wilson cresceu e estudou em Kingston, onde vive até hoje. Ambos são homenageados na Universidade de Kingston - Galsworthy no prédio mais novo e Wilson no saguão principal. O fotógrafo Eadweard Muybridge, que nasceu em Kingston e mudou a grafia de seu primeiro nome em referência ao nome do rei saxão na Pedra da Coroação, também é homenageado na universidade. Ele foi um pioneiro na fotografia da imagem em movimento. O dramaturgo R. C. Sherriff também está associado a Kingston, tendo escrito sua primeira peça para apoiar o Kingston Rowing Club (Clube de Remo de Kingston). Um escritor anterior nascido em Kingston foi John Cleland.
Kingston upon Thames já foi retratada na literatura, no cinema e na televisão. É onde começa o romance cômico vitoriano Three Men in a Boat, de Jerome K. Jerome, os canhões apontados contra os marcianos em The War of the Worlds ("A Guerra dos Mundos"), de H. G. Wells estão posicionados em Kingston Hill, em The Rainbow ("O Arco-Íris"), de D. H. Lawrence, o jovem Brangwen sonha com um emprego em Kingston upon Thames em uma passagem longa e lírica, e o Sr. Knightly em Emma, de Jane Austen, visita Kingston regularmente, embora a narrativa nunca o siga até lá.
No início de sua carreira musical, o guitarrista, cantor e compositor Eric Clapton passou um tempo fazendo bicos em Kingston upon Thames, tendo crescido e estudado na área. A banda de rock Cardiacs foi formada na cidade.
A história "Invasion of the Dinosaurs", de Doctor Who, de 1974, usou vários locais da cidade para as filmagens. A série de 2008 Primeval, exibida na ITV1 em janeiro, apresentou quase um episódio inteiro filmado dentro das lojas de departamentos Bentall Centre e John Lewis. Kingston apareceu novamente em Primeval em maio de 2009, com várias cenas filmadas no Market Place e em seus arredores. Nipper, o famoso cão em His Master's Voice (HMV), está enterrado na cidade sob o Lloyds Bank. Seus donos moravam nas proximidades, na Fife Road.
A Kingston Green Fair foi realizada anualmente, de 1987 a 2008, em Canbury Gardens, próximo ao rio, no feriado bancário da primavera. A palavra "Green" (verde) no título se refere ao espírito da feira de promover o desenvolvimento sustentável. Por exemplo, não era permitida a venda de carne ou outros produtos derivados de animais mortos, e não era permitida a venda de eletricidade no local, a menos que fosse gerada por energia eólica, solar ou de bicicleta.

### Arte

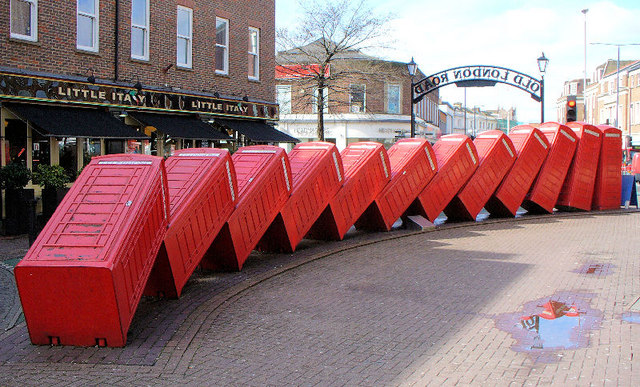
A escultura Out of Order ("Fora de Ordem")

Um dos pontos turísticos mais inusitados de Kingston Upon Thames é Out of Order, de David Mach, uma escultura na forma de doze cabines telefônicas vermelhas fora de uso que foram inclinadas para se apoiarem umas nas outras em um arranjo semelhante a dominós. A obra foi encomendada em 1988 como parte do paisagismo da nova Relief Road e foi descrita por seu criador como "antiminimalista".

## Transporte

### Ferroviário

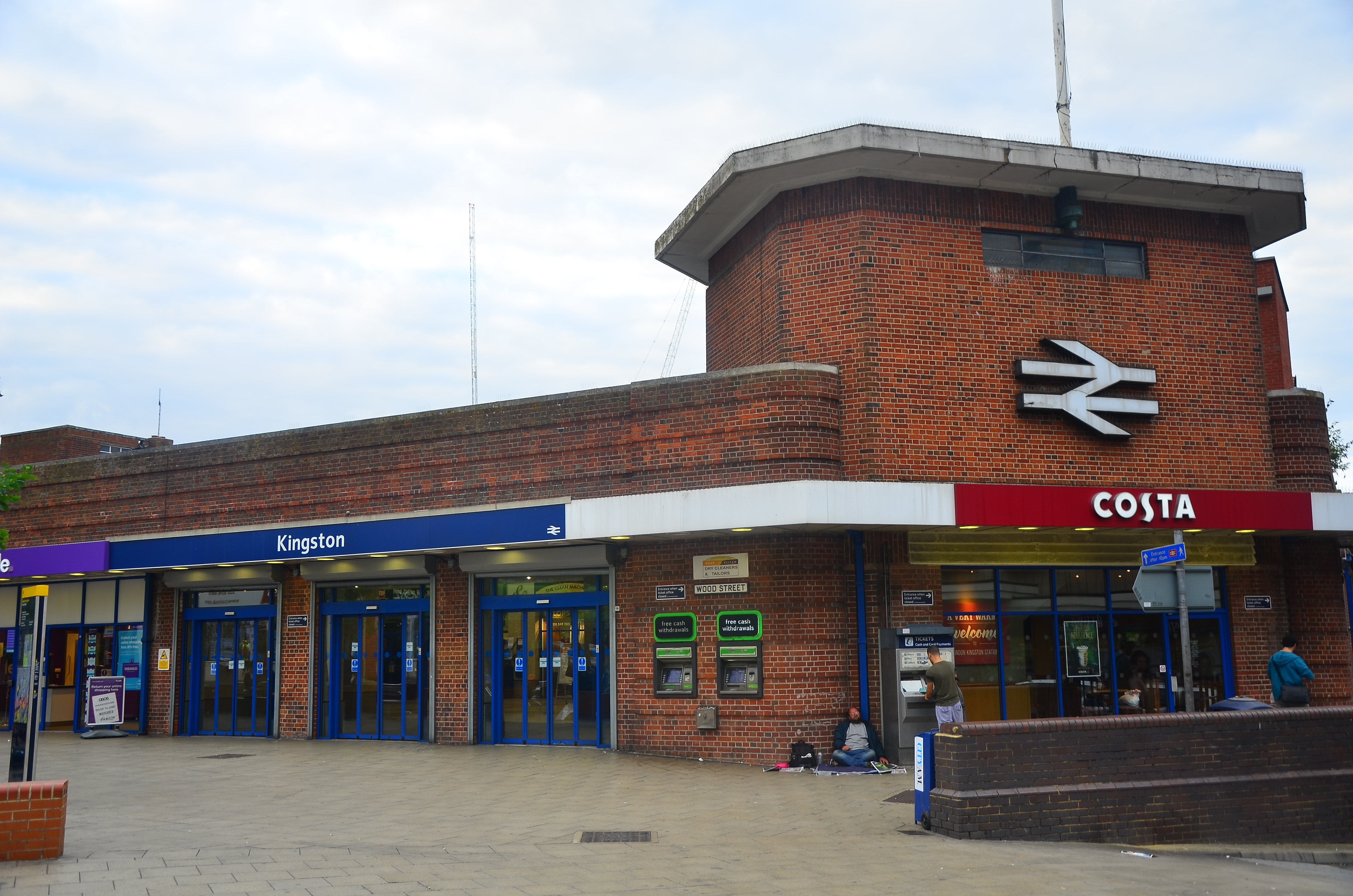
Estação ferroviária de Kingston

Kingston Upon Thames é atendida principalmente pela estação ferroviária de Kingston, inaugurada em 1863.
A estação fica na zona tarifária 6 de Londres e é servida pelos trens da companhia South Western Railway que partem de London Waterloo. Os trens para Waterloo ligam Kingston diretamente a destinos como Wimbledon, Clapham Junction e Vauxhall. Os trens em direção ao leste viajam para Shepperton via Teddington, Hampton e Sunbury. Os trens no sentido leste também viajam na linha circular de Kingston em direção a Teddington, Strawberry Hill, Twickenham e Richmond, após os quais os trens continuam em direção a Waterloo. De Waterloo, os trens para Kingston são anunciados em direção a "Shepperton" e "Strawberry Hill".
Uma estação próxima em Norbiton (na zona tarifária 5) está nas mesmas linhas.
A estação vizinha de Surbiton - originalmente chamada de Kingston quando foi inaugurada em 1838 - fica na Linha South West Main, na zona tarifária 6 de Londres. Surbiton também é servida pelos trens da South Western Railway de Waterloo. Os serviços no sentido sul ligam Surbiton a destinos em Surrey e Hampshire, como Hampton Court, Guildford, Woking e Basingstoke. O prédio da estação em Surbiton foi construído em 1937, projetado em estilo Art déco por James Robb Scott. A construção é tombada.

### Rodoviário
Kingston Upon Thames é servida por duas estações de ônibus, Cromwell Road e Fairfield, e um grande número de pontos de ônibus, com destinos em toda a Grande Londres e Surrey, incluindo conexões diretas para o Aeroporto de Heathrow.

### Viário
O desvio Kingston Bypass passa ao sul e a leste de Kingston. O desvio leva à A3, que liga a área a Wandsworth, Clapham e à cidade de Londres, ao norte. Ao sul, a A3 vai até Portsmouth via Guildford e Petersfield.
Uma parte do desvio leva a A309 até Thames Ditton, Hampton Court e à A308.
Há várias rotas radiais, incluindo:
- A A238 em direção a Raynes Park, Colliers Wood e Tooting.
- A A240 em direção a Banstead e Epsom.
- A A2043 em direção a New Malden e Cheam.
- A A307 no sentido norte em direção a Petersfield, Richmond e M4, ou no sentido sul em direção a Thames Ditton, Esher e Cobham.
- A A308 no sentido leste em direção à A3, Putney e Wandsworth e no sentido oeste em direção a Hampton Court, Sunbury-on-Thames (para M3) e Staines.
- A A310 via A308 no sentido norte em direção a Teddington e Twickenham.

#### Kingston Relief Road
Na década de 1960, os planejadores propuseram um anel viário parcialmente elevado circundando o centro da cidade de Kingston Upon Thames, para aliviar o congestionamento nas principais ruas comerciais e o tráfego em direção à Kingston Bridge. Após objeções dos residentes, um sistema provisório de mão única foi implementado em julho de 1963. Depois disso, a Kingston Relief Road foi construída no centro da cidade no final da década de 1980. Comumente conhecida como o "sistema de mão única de Kingston", a estrada circunda o centro da cidade, permitindo que as principais ruas comerciais, como a Clarence Street, sejam usadas para pedestres. No lado oeste do centro da cidade, a estrada passa por baixo da loja John Lewis antes de cruzar o Rio Tâmisa pela Kingston Bridge. Como parte do projeto, foram construídas duas estações de ônibus, ciclovias e várias obras de arte encomendadas, incluindo Out of Order, de David Mach, e River Celebration, de Carole Hodgson.

### Fluvial
Os píeres Kingston Town End e Kingston Turks estão situados em Kingston Upon Thames. A Turk Launches opera um passeio fluvial somente no verão entre Hampton Court e Richmond St Helena.

### Ciclovias
Há uma rede de ciclovias na cidade que liga a área a destinos no sudoeste de Londres e na Inglaterra.
As principais rotas incluem:
- National Cycle Route 4 - Uma rota de Greenwich, no sudeste de Londres, até St Davids, no oeste do País de Gales. A NCR4 segue a rota do rio Tâmisa perto de Kingston, cruzando do lado sul do rio para o norte pela Kingston Bridge. No sentido norte, a rota segue em direção ao centro de Londres e Greenwich via Ham, Richmond Park e Barnes. No sentido oeste, a NCR4 segue em direção a Reading via Walton, Egham e Eton.[60] A rota faz parte da EuroVelo 2, uma rota de Moscovo a Galway.[61]
- Cycleway 28 - Uma ciclovia segregada de duas vias entre Kingston e Seething Wells ao longo da Portsmouth Road.[62]
- Ciclovia 29 - Uma rota para bicicletas, grande parte da qual é bidirecional e segregada do tráfego de outras estradas entre Kingston e Fishponds Park. Grande parte da rota segue as vias Penrhyn Road e Ewell Road.[62]
- Cycleway 30 (Ciclovia 30) - Uma ciclovia segregada entre a C29 em Kingston e Putney Vale, seguindo a rota da A308 London Road.[62]

## Educação

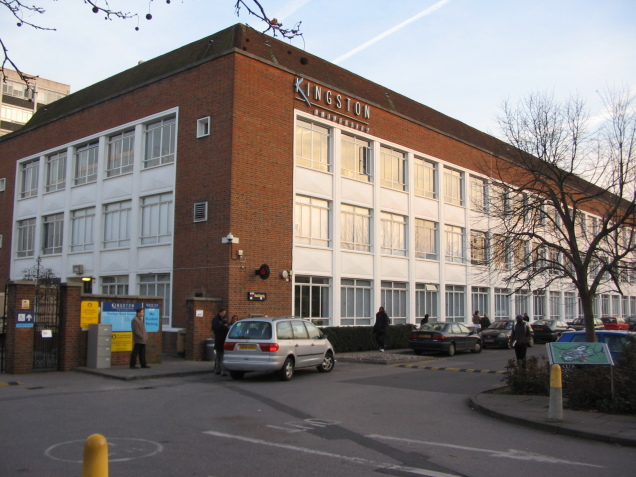
Prédio principal da Kingston University, campus de Penrhyn Road

Kingston é a sede da Kingston University e do Kingston College. As escolas primárias da cidade incluem a Latchmere School, a Fernhill School, a St Luke's School, a King Athelstan School e a St Agatha's Catholic Primary School. As escolas secundárias da cidade incluem a Kingston Academy, a Tiffin School, a Tiffin Girls' School e a Kingston Grammar School, todas com grandes áreas de captação na Grande Londres e em Surrey.
O crescimento e o desenvolvimento da Kingston Polytechnic e sua transformação na Kingston University em 1992 fizeram de Kingston Upon Thames uma cidade universitária.

## Locais religiosos
A  All Saints Church (Igreja de Todos os Santos), do século XII, atende à paróquia da Igreja Anglicana de Kingston, que fica eclesiasticamente na Diocese de Southwark, embora exista uma igreja em Kingston desde pelo menos 838.
Kingston fica na Arquidiocese Católica Romana de Southwark e há uma igreja católica romana dedicada a Santa Ágata.
A cidade também abriga a Sinagoga Kingston Surbiton & District. Ainda possui uma casa de reuniões Quaker, uma mesquita e uma Gurdwara Sikh.
A via Lady Booth Road, antiga Fairfield Road, recebeu esse nome em homenagem ao antigo local da cidadela do Exército da Salvação.

## Esportes
Kingston Upon Thames é a sede de quatro clubes de futebol, o Chelsea F.C. Women que joga no Kingsmeadow Stadium, o Corinthian-Casuals F.C., o Kingstonian F.C. que joga em Tolworth e o Chessington & Hook United, que joga em Chessington. O Chelsea F.C. Women joga na FA Women's Super League, enquanto o Kingstonian, o Corinthian-Casuals e o Chessington & Hook United são clubes que não pertencem à liga.
O Kingston Athletic Club e o Polytechnic Harriers estão sediados no vizinho estádio de atletismo Kingsmeadow. Esse estádio tem uma pista iluminada de 400 m, uma academia e instalações para futebol de 5. O Kingston Rugby Club fica nos arredores da cidade, e o Kingston Rowing Club (fundado em 1858) fica em Canbury Gardens, no rio Tâmisa. O clube realiza dois grandes eventos de corrida cronometrada (HEADs) na primavera e no outono. A Kingston Regatta é realizada no rio logo acima da ponte em um fim de semana no início de julho.
A cidade possui um grande centro de lazer próximo a Fairfield, chamado Kingfisher Centre, que contém uma piscina coberta e uma academia de ginástica. O esporte em Kingston é promovido e incentivado pela Sport Kingston, uma organização financiada pelo Royal Borough of Kingston.
A Kingston Wildcats School of Basketball é um clube comunitário de desenvolvimento de basquete que treina e joga seus jogos em casa na Chessington School, competindo na Surrey League e na Basketball England National League.

### Jogos Olímpicos de Verão de 2012 em Londres

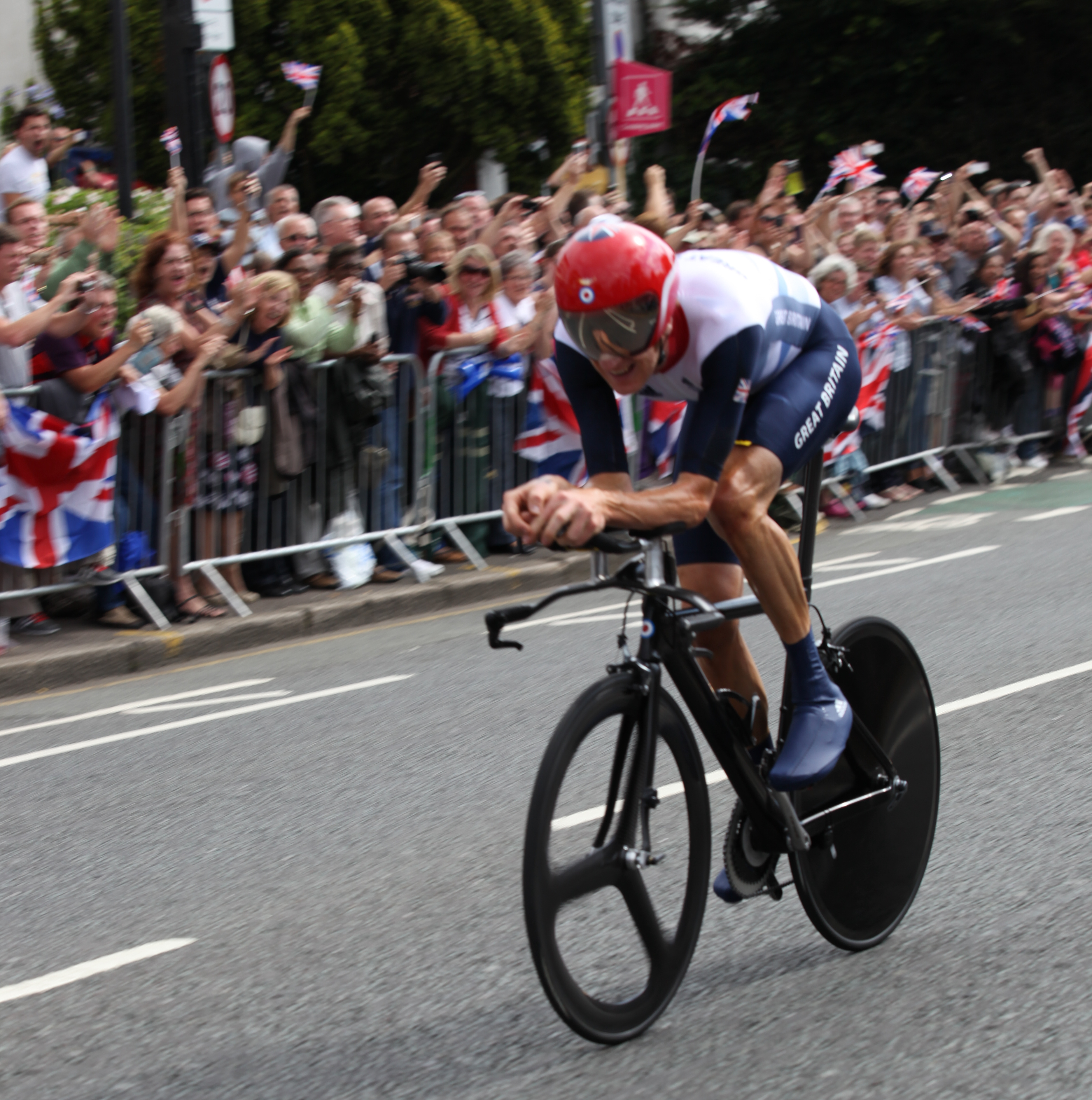
Bradley Wiggins pedalando em direção ao centro de Kingston em 1º de agosto de 2012.

Antes da abertura dos jogos, Kingston Upon Thames sediou o Revezamento da Tocha dos Jogos Olímpicos de Verão de 2012 em duas ocasiões, com a chama passando pelo bairro em 24 de julho de 2012 e a bordo do Gloriana em um caldeirão em 27 de julho de 2012 a caminho do Estádio Olímpico para a cerimônia de abertura. O bairro foi o cenário de quatro eventos de ciclismo durante as Olimpíadas: a corrida em estrada masculina, a corrida em estrada feminina, o contrarrelógio em estrada masculino e o contrarrelógio em estrada feminino.
Após os jogos, a corrida profissional de ciclismo em estrada London-Surrey Classic passou pela cidade de 2013 a 2018, usando um percurso semelhante ao da corrida olímpica em estrada. Após a pandemia da COVID-19, a corrida não retornará a Kingston, e o festival RideLondon usará as estradas de Essex em seu lugar.

## Geografia
Kingston Upon Thames fica a 4,2 km a sudeste de Twickenham, a 8,2 km a nordeste de Walton-on-Thames e a 9,3 km a noroeste de Sutton.

## Cidades-irmãs
Desde 2010, Kingston upon Thames tem como irmã Oldemburgo, na Alemanha. Também é historicamente irmã de Delft, na Holanda. Desde 2016, Kingston upon Thames tem sido cidade-irmã de Jafanapatão, no Sri Lanka.